# Fe (videojuego)
Fe es un videojuego de aventura y plataformas desarrollado por la empresa Zoink Games y publicado por Electronic Arts. Su lanzamiento se produjo el 16 de febrero de 2018 para las plataformas PlayStation 4, Xbox One, Nintendo Switch y Microsoft Windows.
Fe es el primer juego de la serie "EA Originals", que es el programa de Electronic Arts para desarrolladores independientes de videojuegos.

## Jugabilidad
Fe es un videojuego de aventura, en el que el jugador controla a un personaje llamado "Fe", una criatura similar a un zorro que vive dentro de un bosque. Esta criatura puede usar canciones que son altamente receptivas para otras las criaturas y plantas que se encuentran dentro del bosque. Las criaturas del bosque están siendo atacadas por entidades llamadas "Silent Ones", que por razones desconocidas amenazan la vida silvestre del bosque. Fe es capaz de cantar a otras criaturas y objetos para obtener su ayuda. Estas criaturas pueden enseñar a Fe una nueva canción que le da al zorro habilidades adicionales para usar a través del bosque, como la activación de una flor que actúa como un campo de salto para lanzar a Fe a lugares más altos y explorar más del mundo del bosque.
Se ha observado que el juego solo tiene instrucciones mínimas, y requieren que el jugador experimente y perciba el ecosistema del bosque para determinar cómo progresar, en lugar de darle un conjunto de objetivos. Un ejemplo requiere que el jugador observe que a una especie de ave le gusta cierto tipo de flor, sugiriendo que pueden usar la canción del pájaro para interactuar de una manera diferente que si usaran la canción de la flor. Fe se ha comparado favorablemente a Journey y a Shadow of the Colossus por su enfoque de "no intervención" en el videojuego.

## Desarrollo
Fe fue desarrollado por el estudio sueco Zoink. El director ejecutivo del estudio , Klaus Lyngeled, calificó el título como "una narración personal sobre nuestra relación con la naturaleza" y para enfatizar que "todo en este mundo está conectado". La mayoría del equipo creció cerca de los bosques, y con frecuencia jugaba dentro de ellos, acercándose a la vida silvestre de allí, al tiempo que superaban los temores de que los bosques más profundos fueran lugares de miedo. El director creativo Hugo Bille dijo que querían mantenerse fieles a la memoria de sus bosques nórdicos, poblados por criaturas sin lenguaje hablado. Bille dijo que juegos como Journey y Shadow of the Colossus, fueron fuente de inspiración, y siempre quisieron capturar la mecánica de exploración de los juegos en las series de Metroid y Zelda.
Fe se anunció por primera vez durante el evento EA Play que tuvo lugar junto con la E3 de 2016 en junio de ese año. Fue presentado como el primero de los "EA Originals", un nuevo segmento de la publicación de EA cuyo objetivo es ayudar a los desarrolladores independientes a financiar y publicar sus títulos, para llegar a un público más amplio sin que EA esté tan involucrado en el desarrollo del videojuego, permitiendo así que el estudio tomara más de una parte de los ingresos por ventas. El juego fue presentado más tarde en una demostración jugable, en la exposición de la Gamescom en agosto de 2017, junto con el anuncio de la fecha de lanzamiento para el 16 de febrero de 2018 para PlayStation 4, Xbox One, Nintendo Switch y Microsoft Windows.